# Східнофризька Вікіпедія
Східнофризька Вікіпедія (східнофризьк. Seelterfräiske Wikipedia) — розділ Вікіпедії східнофризькою мовою. Створена у 2005 році. Східнофризька Вікіпедія станом на 26 березня 2025 року містить 4128 статей, 14 283 зареєстрованих користувачів, 16 активних дописувачів, 4 адміністраторів
. Загальна кількість сторінок у східнофризькій Вікіпедії — 10 810, редагувань — 123 454, завантажених файлів — 381
. Глибина (рівень розвитку мовного розділу) східнофризької Вікіпедії мала і становить 29.9 пунктів
. 

## Історія
- Травень 2006 — створена 100-та стаття[3].
- Жовтень 2008 — створена 1 000-на стаття[3].
- Грудень 2011 — створена 2 000-на стаття[4].